# Färgmåra
Färgmåra, (Asperula tinctoria), är en liten växt med vita blommor.